# 조일양조 축구단
조일양조 축구단은 대한민국 최초의 소주회사인 조일양조에서 운영했던 축구단이다. 1940년대 인천 최초의 실업축구단을 창단하여 실업축구에서 활동하였으며 한국전쟁 이후 해체된 것으로 보인다. 조일양조의 공장이 인천에 소재하여 인천 조일양조 등으로 불리었다.
정국진, 홍덕영 선수들이 주축이 된 조일양조 축구단은 1946년도에 치러진 제1회 전국축구선수권대회에서 우승을 하였다.

## 수상 기록
| 시즌 | 대회               | 수상   |
| ---- | ------------------ | ------ |
| 1946 | 전국체육대회       | 준우승 |
| 1946 | 전국축구선수권대회 | 우승   |
| 1947 | 전국체육대회       | 준우승 |